# Список вулиць Харкова (І)
| Назва              | Тип    | Довжина, м | Колишні назви                        | Район(и)             | Місцевість                           |
| ------------------ | ------ | ---------- | ------------------------------------ | -------------------- | ------------------------------------ |
| Івана Багмута      | вул.   | 310        | Дружна, Потапенко                    | Київський            | Велика Данилівка, Північна Салтівка  |
| Івана Багряного    | вул.   | 400        | Профінтерну                          | Немишлянський        | Немишля                              |
| Івана Богуна       | вул.   | 980        | Маршака                              | Основ'янський        | Жихор                                |
| Івана Виговського  | вул.   | 260        | Росинського                          | Основ'янський        | Жихор                                |
| Івана Зарудного    | вул.   | 1050       | Підгородня, Тевелєва                 | Салтівський          |                                      |
| Івана Зарудного    | в-д    | 440        | Тевелєва                             | Салтівський          |                                      |
| Івана Зарудного    | пров.  | 190        | Підгородній, Тевелєва                | Салтівський          |                                      |
| Івана Камишева     | вул.   | 2080       |                                      | Салтівський          | Стара Салтівка                       |
| Івана Каркача      | б-р    | 2510       |                                      | Індустріальний       | Східний                              |
| Івана Каркача      | в-д    | 445        |                                      | Індустріальний       | Східний                              |
| Івана Каркача      | пров.  | 1200       |                                      | Індустріальний       | Східний                              |
| Івана Каркача      | пр-д   | 410        |                                      | Індустріальний       | Східний                              |
| Івана Кобзи        | вул.   |            | Чернікова                            | Новобаварський       |                                      |
| Івана Кривошлика   | вул.   |            | Шумілова                             | Індустріальний       |                                      |
| Івана Лєщєнкова    | пров.  | 180        | Клімента Ворошилова, Балашовський    | Слобідський          |                                      |
| Івана Липи         | пр-д   | 235        | 2-й Братський                        | Немишлянський        | Немишля                              |
| Івана Неходи       | пров.  | 100        |                                      | Київський            | Велика Данилівка                     |
| Івана Піддубного   | вул.   | 300        | Радгоспна                            | Київський            | Велика Данилівка, Селище Жуковського |
| Івана Сірка        | вул.   |            | Богдана Хмельницького                | Слобідський          | Федірці                              |
| Івана Сірка        | пров.  |            |                                      | Слобідський          | Федірці                              |
| Івана Щоголєва     | вул.   |            | Уральська                            | Слобідський          |                                      |
| Іванівська         | вул.   | 500        |                                      | Шевченківський       | Піски, Панасівка                     |
| Іванівська         | наб.   | 160        |                                      | Шевченківський       | Піски, Панасівка                     |
| Іванівський        | пров.  | 595        |                                      | Шевченківський       | Піски, Клочківка                     |
| Івченка            | пров.  |            | Зоряний                              | Київський            |                                      |
| Ігоря Малицького   | вул.   | 315        | Нікітіна                             | Основ'янський        | Захарків, Попова Левада              |
| Ігоря Муратова     | вул.   | 1180       | Звенигородська, Тінякова             | Холодногірський      | Залютине                             |
| 1-й Ігоря Муратова | пров.  | 170        | Тіняковський, 1-й Тіняковський       | Холодногірський      | Залютине                             |
| 2-й Ігоря Муратова | пров.  | 180        | Зв'язку, 2-й Тіняковський            | Холодногірський      | Залютине                             |
| Ігоря Остаповича   | пров.  | 440        | Балакірєва                           | Шевченківський       | Павлове Поле                         |
| Ізмаїльська        | вул.   | 300        | Магаданська                          | Салтівський          | Салтівка                             |
| Ізмайлівська       | вул.   | 620        |                                      | Холодногірський      | Панасівка, Іванівка                  |
| Ізюмська           | вул.   | 430        |                                      | Салтівський          |                                      |
| Іллі Коваля        | вул.   | 2590       | Кибальчича                           | Новобаварський       | Липовий Гай, Пилипівка               |
| Іллі Ліфшиця       | вул.   |            |                                      | Індустріальний       | Рогань                               |
| Іллінська          | вул.   | 1740       |                                      | Холодногірський      | Залізничний вокзал, Холодна Гора     |
| Імбирний           | пров.  | 235        | Нанайський                           | Слобідський          | Селище ім. Герцена                   |
| Інгулівська        | вул.   | 1350       | Волочаївська                         | Індустріальний       |                                      |
| Індустріальний     | в-д    | 140        | Фрунзе                               | Індустріальний       | ХТЗ                                  |
| Індустріальна      | вул.   | 1600       |                                      | Індустріальний       | ХТЗ, Плитковий                       |
| Індустріальний     | просп. | 2710       | Фрунзе                               | Індустріальний       | ХТЗ                                  |
| Інженерний         | пров.  | 290        |                                      | Шевченківський       | Шатилівка, Соснова Гірка             |
| Ініціативна        | вул.   | 360        |                                      | Холодногірський      | Залютине                             |
| Інкерманський      | пров.  | 165        | 2-й Приамурський                     | Новобаварський       | Перемога                             |
| Інтернатська       | вул.   | 210        |                                      | Київський            | Шишківка                             |
| Іподрому           | м-н    |            | Першого Травня                       | Київський            |                                      |
| Ірини Бугримової   | м-н    |            | Воскресенська площа, площа Урицького | Основ'янський        |                                      |
| Ірининська         | вул.   | 625        | Рязанська                            | Шевченківський       | Шатилівка                            |
| Ірисовий           | вул.   |            |                                      | Київський            |                                      |
| Ірландський        | пр-д   | 335        | 5-й Зеленодільський проїзд           | Індустріальний       | Східний                              |
| Ірпінська          | вул.   | 535        | Московська                           | Новобаварський район | Липовий Гай                          |
| Ісаївська          | вул.   | 1700       |                                      | Київський            | Журавлівка                           |
| 1-й Ісаївський     | в-д    |            |                                      | Київський            | Журавлівка                           |
| 2-й Ісаївський     | в-д    | 65         |                                      | Київський            | Журавлівка                           |
| 3-й Ісаївський     | в-д    | 50         |                                      | Київський            | Журавлівка                           |
| 4-й Ісаївський     | в-д    | 90         |                                      | Київський            | Журавлівка                           |
| 5-й Ісаївський     | в-д    | 70         |                                      | Київський            | Журавлівка                           |
| 6-й Ісаївський     | в-д    | 35         |                                      | Київський            | Журавлівка                           |
| Ісаївський         | пров.  | 110        |                                      | Київський            | Журавлівка                           |
| Іскринська         | вул.   | 870        |                                      | Салтівський          | Рашкіна Дача                         |
| Іскринський        | пров.  | 250        |                                      | Салтівський          | Рашкіна Дача                         |
| Іспанська          | вул.   | 770        | Зеленодільська                       | Індустріальний       | Східний                              |
| Істомінська        | вул.   | 1100       |                                      | Салтівський          | Стара Салтівка                       |
| Істомінський       | пров.  | 470        |                                      | Салтівський          | Стара Салтівка                       |
| 1-й Істомінський   | пров.  | 640        |                                      | Салтівський          | Стара Салтівка                       |
| 2-й Істомінський   | пров.  | 340        |                                      | Салтівський          | Стара Салтівка                       |